# Conrado I de Baviera
Conrado I, también conocido como Cuno o Kuno (1020 - 5 de diciembre de 1055), fue duque de Baviera desde 1049 hasta 1053. Pertenecía a la familia de los Ezónidas, sus padres fueron Liudolfo, conde de Zutphen e hijo mayor de Ezzo, conde palatino de Lorena, y Matilda. Por ello, a veces se le conoce por Conrado de Zutphen.
Después de dieciocho meses de vacante, desde la muerte de Enrique VII, el ducado de Baviera fue ocupado el 2 de febrero de 1049 por el emperador Enrique III, con Cuno encargado por él. Cuno era el posible sucesor del emperador, ya que no tenía hijos. No era el predilecto de la nobleza bávara, pero tenía la intención de acercar el ducado a la corona. Cuno se había casado, en contra de la voluntad del emperador, con Judith de Schweinfurt, hija de Otón III, duque de Suabia. Trató de aumentar su poder en Baviera y estaba en conflicto con Gebhard III, obispo de Ratisbona. Por último, fue convocado a un tribunal en Merseburg en 1052-1053 y fue depuesto.
Fue reemplazado a principios del año siguiente por el hijo del emperador Enrique VIII. Cuno regresó a Baviera y se rebeló. Estaba en connivencia con los rebeldes güelfos de Carintia y Andrés I de Hungría. Murió en el exilio después de tratar de asesinar al emperador y tomar el trono, tras haber sido abandonado por los güelfos, en 1055. Fue enterrado en San Mariengraden, Colonia, en 1063.
Su enumeración es un poco confusa. A veces no es considerado como Conrado I, cuando se le nombra como Cuno o Kuno, con lo que Conrado II pasa a ser numerado como Conrado I.

## Sucesión
| Predecesor: Enrique VII | Duque de Baviera 1049 - 1053 | Sucesor: Enrique VIII |

- Datos: Q63322